# Jianxin, Fujian
Jianxin (kinesiska: 建新) är en köping i sydöstra Kina. Den ligger i stadsdistriktet Cangshan i staden Fuzhou i provinsen Fujian. Antalet invånare är 201 925. Befolkningen består av 93 362 kvinnor och 108 563 män. Barn under 15 år utgör 10,0 %, vuxna 15-64 år 86 %, och äldre över 65 år 3,0 %.